# Theodore Eisfeld

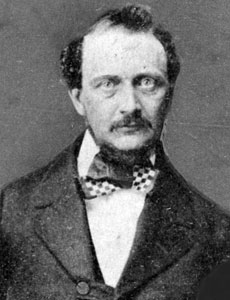
Theodore Eisfeld

Theodore Eisfeld (* 11. April 1816 in Wolfenbüttel als Theodor Eisfeld; † 4. September 1882 in Wiesbaden) war ein deutscher Kapellmeister und Komponist. Von 1849 bis 1865 war er Chefdirigent der New Yorker Philharmoniker.

## Leben
Eisfeld studierte Violine bei Karl Friedrich Müller (1797–1873) in Braunschweig und bei Carl Gottlieb Reißiger (1798–1859) in Dresden Kompositionslehre. Zwischen 1840 und 1842 war er Hofkapellmeister des Herzogs Adolph von Nassau in Wiesbaden. Von 1839 bis 1843 war er Orchesterchef der „Concerts Vivienne“ in Paris und studierte gleichzeitig bei Gioachino Rossini (1792–1868) in Bologna Gesang.
Eisfeld wurde von der Academia Santa Cecilia in Rom zum Ehrenmitglied ernannt und war seit 1844 Dirigent in der Philharmonischen Gesellschaft in New York. Er wurde dort 1849 Musikdirektor der New Yorker Philharmoniker.
Eisfeld gehörte zu den wenigen Überlebenden des Schiffsunglücks des Dampfmaschinenschiffs Austria, das am 13. September 1858 nach einem Feuer an Bord sank. Der bewusstlos im Wasser treibende Passagier konnte von der Besatzung eines Rettungsschiffes gesichtet und aufgenommen werden. Er litt anschließend an einem Nervenleiden, das ihn bei der Ausübung seiner Tätigkeit behinderte, so verbrachte er ab 1866 seinen Lebensabend in Wiesbaden, wo er 1882 im Alter von 66 Jahren verstarb.